# NGC 6729
NGC 6729 es una nebulosa de emisión en la constelación de Corona Australis. Fue descubierta por Johann Friedrich Julius Schmidt en 1861.
Una estrella destacada de la nebulosa NGC 6729 es R Coronae Australis.

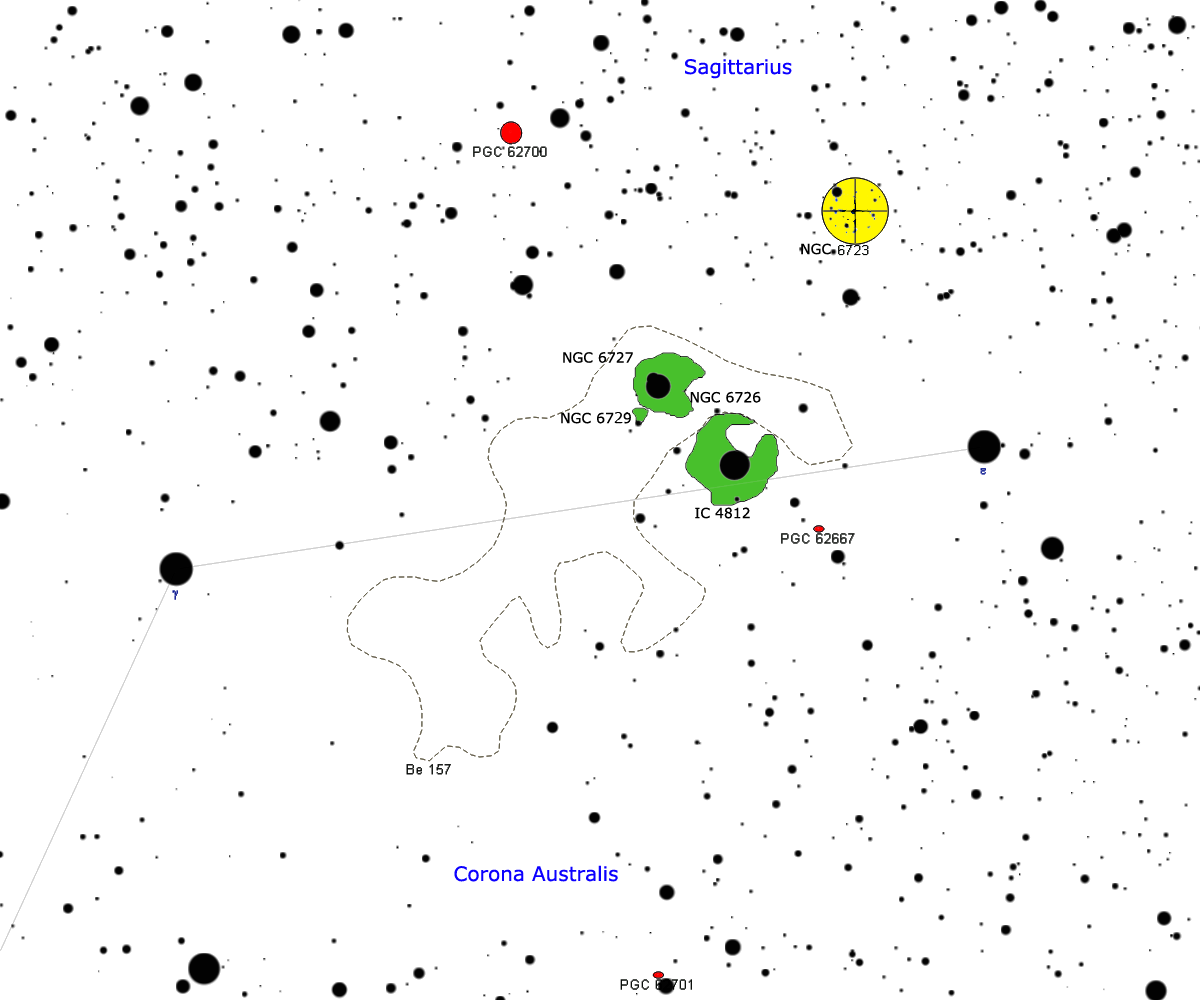
Imagen que muestra la localización de la nebulosa